# 粉果小檗
粉果小檗（学名：Berberis pruinocarpa）是小檗科小檗属的植物，为中国的特有植物。分布于中国大陆的云南等地，生长于海拔2,700米的地区，多生长在疏林中，目前尚未由人工引种栽培。